# Roman Hula
Roman Hula (ur. 30 maja 1953 w Zakopanem) – polski oficer, podinspektor Policji, komendant główny Policji w latach 1991–1992.

## Życiorys
Od 1976 pracował w Milicji Obywatelskiej. Ukończył studia w Wyższej Szkole Oficerskiej MSW w Szczytnie. Był jednym z milicjantów pracujących przy sprawie Joachima Knychały („Wampir z Bytomia”), śląskiego seryjnego mordercy kobiet, skazanego i straconego w 1985. W 1989 pełnił funkcję zastępcy szefa Rejonowego Urzędu Spraw Wewnętrznych ds. Milicji w Piekarach Śląskich. 7 września 1989 wraz z grupą milicjantów wystosował list do premiera Tadeusza Mazowieckiego, zawierający m.in. postulaty rozdzielenia MO i Służby Bezpieczeństwa, reorganizacji ZOMO, przywrócenia do pracy w milicji funkcjonariuszy zwolnionych z przyczyn politycznych oraz utworzenia związku zawodowego milicjantów. Inicjatywa ta spotkała się z przychylną reakcją działaczy NSZZ „Solidarność” oraz posłów Obywatelskiego Klubu Parlamentarnego.
W styczniu 1990 stanął na czele Niezależnego Samorządnego Związku Zawodowego Funkcjonariuszy MO. W czerwcu 1990, dzięki poparciu działaczy OKP został komendantem wojewódzkim Policji w Katowicach. Rok później, 17 lipca 1991, awansował na stanowisko komendanta głównego Policji. Podjął próbę reorganizacji policji, jednak po pół roku, 14 stycznia 1992 podał się do dymisji i odszedł ze służby.
W późniejszych latach bez sukcesów próbował swoich sił w polityce. Założył również prywatną firmę ochroniarską oraz zasiadał w zarządzie klubu piłkarskiego Sokół Tychy.